# Jean Girard (architecte)
Pour les articles homonymes, voir Jean Girard et Girard.
Jean Girard (né en 1639 et décédé le 30 octobre 1709 à Saint-Cloud) est un architecte français, conseiller et intendant des bâtiments du duc d'Orléans.

## Biographie

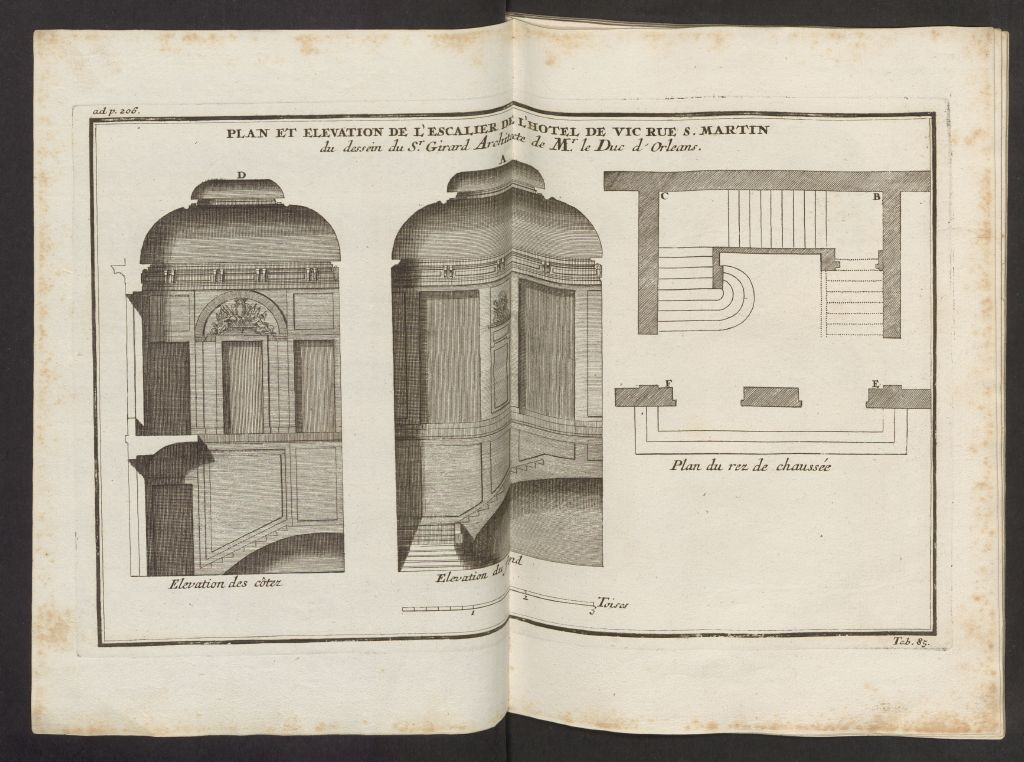
Plan et élévation de l'escalier de l'hôtel de Vic, rue Saint-Martin, par le sieur Girard, architecte du duc d'Orléans.

Jean Girard est né en 1639. On lui doit le corps de logis du château de Saint-Cloud, ainsi que l'escalier de l'hôtel de Vic, rue Saint-Martin.
Il avait épousé à Paris, le 19 septembre 1671, Marie Madeleine Falampin, fille d'un maître serrurier parisien. Veuf en 1674, il épousa l'année suivante Barbe d'Eu, tante maternelle de l'architecte Jean-Baptiste Alexandre Le Blond. Ils eurent un fils, Jean-Baptiste Albert Girard, qui fut aussi architecte des bâtiments du duc d'Orléans. 
Girard décède le 30 octobre 1709, à Saint-Cloud.

## Publications
- Cheminée nouvellement faites sur les desseins du sieur Girard, architecte et intendant des bastiments de Monsieur..., Paris, Jean Le Blond, 1686 (lire en ligne).